# One Million
«One Million»— сингл румынской певицы Александры Стан, выпущенный в 2011 году., и записанная при участии немецкого рэпера Carlprit. Песня была отправлена на мейнстримовые радиостанции Бельгии и Франции, а также попала в румынский чарт. Авторами песни были Андре Немирши, Марсель Продан и Марциан Алин Соаре.

## Музыкальное видео
Впервые видео на песню «One Million» появилось на YouTube 22 декабря 2011 года. Длительность клипа составила 3 минуты 20 секунд.
7 января 2012 года видеоклип «One Million» был загружён на аккаунт британского лейбла певицы «3beatproductions» в Youtube, благодаря чему он стал более известен.

## Список композиций
| №  | Название                             | Длительность |
| -- | ------------------------------------ | ------------ |
| 1. | «One Million» (при участии Carlprit) | 3:18         |

## Чарты
| Чарт (2011-12)             | Наивысшее место |
| -------------------------- | --------------- |
| Италия (FIMI)              | 37              |
| Румыния (Romanian Top 100) | 13              |

## История релиза
| Регион  | Дата                | Формат               | Лейбл      |
| ------- | ------------------- | -------------------- | ---------- |
| Румыния | 6 декабря 2011 года | Цифровая дистрибуция | MAAN Music |